# UEFA Europa League 2022–23
UEFA Europa League 2022–23 là mùa giải thứ 52 của giải đấu bóng đá cấp câu lạc bộ hạng hai của châu Âu do UEFA tổ chức và là mùa giải thứ 14 kể từ khi giải được đổi tên từ Cúp UEFA thành UEFA Europa League.
Sevilla đánh bại Roma ở trận chung kết được diễn ra tại Sân vận động Puskás ở Budapest, Hungary với tỷ số 4–1 trên chấm luân lưu sau khi hòa 1–1 sau hiệp phụ, để có kỷ lục lần thứ 7 vô địch giải đấu. Budapest ban đầu được chỉ định để tổ chức trận chung kết của UEFA Europa League 2021-22, nhưng một số địa điểm đăng cai đã bị thay đổi vì sự chậm trễ và việc dời địa điểm của trận chung kết năm 2020 do đại dịch COVID-19.
Với tư cách là đội vô địch của giải đấu, Sevilla tự động lọt vào vòng bảng UEFA Champions League 2023–24 và cũng giành quyền thi đấu với đội vô địch của UEFA Champions League 2022–23 trong trận Siêu cúp châu Âu 2023.
Eintracht Frankfurt là đương kim vô địch, nhưng đã tiến vào vòng đấu loại trực tiếp Champions League và do đó không thể bảo vệ danh hiệu.

## Phân bố đội của hiệp hội
Tổng cộng có 58 đội từ 31 đến 36 trong số 55 hiệp hội thành viên UEFA dự kiến tham dự ở UEFA Europa League 2022–23. Trong số đó, 15 hiệp hội có các đội lọt vào Europa League trực tiếp, trong khi đối với 40 hiệp hội còn lại mà không có đội nào lọt vào trực tiếp, từ 15 đến 20 hiệp hội trong số đó có thể có các đội thi đấu sau khi được chuyển qua từ Champions League (hiệp hội thành viên duy nhất không thể có đội tham dự là Liechtenstein, do không tổ chức giải vô địch quốc gia, và chỉ có đội vô địch cúp quốc gia tham dự vào Europa Conference League dựa trên thứ hạng hiệp hội của họ và Nga). Thứ hạng hiệp hội dựa trên hệ số hiệp hội UEFA được sử dụng để xác định số đội tham dự cho mỗi hiệp hội:
- Đội đương kim vô địch của UEFA Europa Conference League được nhận một suất tham dự vào Europa League (nếu họ không lọt vào Champions League thông qua thành tích giải vô địch quốc gia).
- Các hiệp hội 1–5 có 2 đội lọt vào.
- Các hiệp hội 6–7 và 9–15 có 1 đội lọt vào.
- 37 đội bị loại từ UEFA Champions League 2022-23 được chuyển qua Europa League.

### Thứ hạng hiệp hội
Đối với UEFA Europa League 2022–23, các hiệp hội được phân bố vị trí dựa theo hệ số hiệp hội UEFA năm 2021, tính đến thành tích của họ ở các giải đấu châu Âu từ mùa giải 2016-17 đến 2020-21.
Ngoài việc phân bố dựa trên hệ số hiệp hội, các hiệp hội có thể có thêm đội tham dự Europa League, như được ghi chú dưới đây:
- (UCL) – Các đội bổ sung được chuyển qua từ UEFA Champions League
- (UECL) – Suất bổ sung cho đội đương kim vô địch UEFA Europa Conference League

| Hạng | Hiệp hội     | Hệ số   | Số đội | Ghi chú    |
| ---- | ------------ | ------- | ------ | ---------- |
| 1    | Anh          | 100.569 | 2      |            |
| 2    | Tây Ban Nha  | 97.855  | 2      |            |
| 3    | Ý            | 75.438  | 2      |            |
| 4    | Đức          | 73.570  | 2      |            |
| 5    | Pháp         | 56.081  | 2      | +1 (UCL)   |
| 6    | Bồ Đào Nha   | 48.549  | 1      |            |
| 7    | Hà Lan       | 39.200  | 1      | +1 (UCL)   |
| 8    | Nga          | 38.382  | 0      | [Note RUS] |
| 9    | Bỉ           | 36.500  | 1      | +1 (UCL)   |
| 10   | Áo           | 35.825  | 1      | +1 (UCL)   |
| 11   | Scotland     | 33.375  | 1      |            |
| 12   | Ukraina      | 33.100  | 1      | +1 (UCL)   |
| 13   | Thổ Nhĩ Kỳ   | 30.100  | 1      | +2 (UCL)   |
| 14   | Đan Mạch     | 27.875  | 1      | +1 (UCL)   |
| 15   | Síp          | 27.750  | 1      | +2 (UCL)   |
| 16   | Serbia       | 26.750  | 1      | +1 (UCL)   |
| 17   | Cộng hòa Séc | 26.600  | 1      |            |
| 18   | Croatia      | 26.275  | 0      |            |
| 19   | Thụy Sĩ      | 26.225  | 0      | +1 (UCL)   |

| Hạng | Hiệp hội              | Hệ số  | Số đội | Ghi chú  |
| ---- | --------------------- | ------ | ------ | -------- |
| 20   | Hy Lạp                | 26.000 | 0      | +1 (UCL) |
| 21   | Israel                | 24.375 | 0      |          |
| 22   | Na Uy                 | 21.000 | 0      | +1 (UCL) |
| 23   | Thụy Điển             | 20.500 | 0      | +1 (UCL) |
| 24   | Bulgaria              | 20.375 | 0      | +1 (UCL) |
| 25   | Romania               | 18.200 | 0      |          |
| 26   | Azerbaijan            | 16.875 | 0      | +1 (UCL) |
| 27   | Kazakhstan            | 15.625 | 0      |          |
| 28   | Hungary               | 15.500 | 0      | +1 (UCL) |
| 29   | Belarus               | 15.250 | 0      |          |
| 30   | Ba Lan                | 15.125 | 0      |          |
| 31   | Slovenia              | 14.250 | 0      | +1 (UCL) |
| 32   | Slovakia              | 13.625 | 0      | +1 (UCL) |
| 33   | Liechtenstein         | 9.000  | 0      |          |
| 34   | Litva                 | 8.750  | 0      | +1 (UCL) |
| 35   | Luxembourg            | 8.250  | 0      | +1 (UCL) |
| 36   | Bosnia và Herzegovina | 8.000  | 0      |          |
| 37   | Cộng hòa Ireland      | 7.875  | 0      | +1 (UCL) |

| Hạng | Hiệp hội       | Hệ số | Số đội | Ghi chú  |
| ---- | -------------- | ----- | ------ | -------- |
| 38   | Bắc Macedonia  | 7.625 | 0      | +1 (UCL) |
| 39   | Armenia        | 7.375 | 0      | +1 (UCL) |
| 40   | Latvia         | 7.375 | 0      |          |
| 41   | Albania        | 7.250 | 0      |          |
| 42   | Bắc Ireland    | 6.958 | 0      | +1 (UCL) |
| 43   | Gruzia         | 6.875 | 0      |          |
| 44   | Phần Lan       | 6.875 | 0      | +1 (UCL) |
| 45   | Moldova        | 6.875 | 0      | +1 (UCL) |
| 46   | Malta          | 6.375 | 0      |          |
| 47   | Quần đảo Faroe | 6.125 | 0      |          |
| 48   | Kosovo         | 5.833 | 0      |          |
| 49   | Gibraltar      | 5.666 | 0      |          |
| 50   | Montenegro     | 5.000 | 0      |          |
| 51   | Wales          | 5.000 | 0      |          |
| 52   | Iceland        | 4.875 | 0      |          |
| 53   | Estonia        | 4.750 | 0      |          |
| 54   | Andorra        | 3.331 | 0      |          |
| 55   | San Marino     | 1.166 | 0      |          |

### Phân phối
Sau đây là danh sách tham dự cho mùa giải này.
|                                           |                                           | Các đội tham dự vào vòng đấu này | Các đội đi tiếp từ vòng đấu trước                                                                       | Các đội chuyển qua từ Champions League |
| ----------------------------------------- | ----------------------------------------- | --- | --- | --- |
| Vòng loại thứ ba (14 đội)                 | Nhóm các đội vô địch (10 đội)             | | | - 10 đội bị loại từ vòng loại thứ hai Champions League (Nhóm các đội vô địch) |
| Vòng loại thứ ba (14 đội)                 | Nhóm chính (4 đội)                        | - 2 đội vô địch cúp quốc gia từ các hiệp hội 16–17 | | - 2 đội bị loại từ vòng loại thứ hai Champions League (Nhóm các đội không vô địch) |
| Vòng play-off (20 đội)                    | Vòng play-off (20 đội)                    | - 7 đội vô địch cúp quốc gia từ các hiệp hội 8–15 (trừ Nga)[Note RUS]                                                                                                   | - 5 đội thắng từ vòng loại thứ ba (Nhóm các đội vô địch) - 2 đội thắng từ vòng loại thứ ba (Nhóm chính) | - 6 đội bị loại từ vòng loại thứ ba Champions League (Nhóm các đội vô địch) |
| Vòng bảng (32 đội)                        | Vòng bảng (32 đội)                        | - 7 đội vô địch cúp quốc gia từ các hiệp hội 1–7 - 1 đội đứng thứ tư giải vô địch quốc gia từ hiệp hội 5 - 4 đội đứng thứ năm giải vô địch quốc gia từ các hiệp hội 1–4 | - 10 đội thắng từ vòng play-off                                                                         | - 4 đội bị loại từ vòng play-off Champions League (Nhóm các đội vô địch) - 2 đội bị loại từ vòng play-off Champions League (Nhóm các đội không vô địch) - 4 đội bị loại từ vòng loại thứ ba Champions League (Nhóm các đội không vô địch) |
| Vòng play-off đấu loại trực tiếp (16 đội) | Vòng play-off đấu loại trực tiếp (16 đội) | | - 8 đội nhì bảng từ vòng bảng                                                                           | - 8 đội đứng thứ ba từ vòng bảng Champions League |
| Vòng đấu loại trực tiếp (16 đội)          | Vòng đấu loại trực tiếp (16 đội)          | | - 8 đội nhất bảng từ vòng bảng - 8 đội thắng từ vòng play-off đấu loại trực tiếp                        | |

Do việc đình chỉ Nga thi đấu mùa giải châu Âu 2022–23 và vì đương kim vô địch Europa Conference League (Roma) đã giành quyền tham dự thông qua giải vô địch quốc gia, những thay đổi sau đây đối với danh sách tham dự đã được thực hiện:
- Đội vô địch cúp quốc gia của hiệp hội 7 (Hà Lan) vào vòng bảng thay vì vòng play-off.
- Đội vô địch cúp quốc gia của các hiệp hội 13 (Thổ Nhĩ Kỳ), 14 (Đan Mạch) và 15 (Síp) vào vòng play-off thay vì vòng loại thứ ba.
- Đội vô địch cúp quốc gia của các hiệp hội 16 (Serbia) và 17 (Cộng hòa Séc) vào vòng loại thứ ba thay vì Europa Conference League.

### Các đội bóng
Các ký tự trong ngoặc thể hiện cách mỗi đội lọt vào vị trí của vòng đấu bắt đầu:
- ECL: Đương kim vô địch Europa Conference League
- CW: Đội vô địch cúp quốc gia
- 4th, 5th, v.v.: Vị trí giải vô địch quốc gia của mùa giải trước
- Abd-: Vị trí giải vô địch quốc gia của mùa giải bị hủy bỏ do hiệp hội quốc gia quyết định; tất cả các đội phải được UEFA chấp thuận
- UCL: Chuyển qua từ Champions League
  - GS: Đội đứng thứ ba từ vòng bảng
  - CH/LP PO: Đội thua từ vòng play-off (Nhóm các đội vô địch/không vô địch)
  - CH/LP Q3: Đội thua từ vòng loại thứ ba (Nhóm các đội vô địch/không vô địch)
  - CH/LP Q2: Đội thua từ vòng loại thứ hai (Nhóm các đội vô địch/không vô địch)

Vòng loại thứ ba được chia làm Nhóm các đội vô địch (CH) và Nhóm chính (MP).
CC: Hệ số câu lạc bộ UEFA 2022.
| Vòng đấu tham dự                 | Vòng đấu tham dự                 | Đội                              | Đội                           | Đội                         | Đội                          |
| -------------------------------- | -------------------------------- | -------------------------------- | ----------------------------- | --------------------------- | ---------------------------- |
| Vòng play-off đấu loại trực tiếp | Vòng play-off đấu loại trực tiếp | Ajax (UCL GS)                    | Bayer Leverkusen (UCL GS)     | Barcelona (UCL GS)          | Sporting CP (UCL GS)         |
| Vòng play-off đấu loại trực tiếp | Vòng play-off đấu loại trực tiếp | Red Bull Salzburg (UCL GS)       | Shakhtar Donetsk (UCL GS)     | Sevilla (UCL GS)            | Juventus (UCL GS)            |
|                                  |                                  |                                  |                               |                             |                              |
| Vòng bảng                        | Vòng bảng                        | Roma (6th)ECL                    | Arsenal (5th)                 | Manchester United (6th)     | Real Betis (CW)              |
| Vòng bảng                        | Vòng bảng                        | Real Sociedad (6th)              | Lazio (5th)                   | Union Berlin (5th)          | SC Freiburg (6th)            |
| Vòng bảng                        | Vòng bảng                        | Nantes (CW)                      | Rennes (4th)                  | Braga (4th)                 | Feyenoord (3rd)              |
| Vòng bảng                        | Vòng bảng                        | Trabzonspor (UCL CH PO)          | Red Star Belgrade (UCL CH PO) | Bodø/Glimt (UCL CH PO)      | Qarabağ (UCL CH PO)          |
| Vòng bảng                        | Vòng bảng                        | PSV Eindhoven (UCL LP PO)        | Dynamo Kyiv (UCL LP PO)       | Monaco (UCL LP Q3)          | Sturm Graz (UCL LP Q3)       |
| Vòng bảng                        | Vòng bảng                        | Union Saint-Gilloise (UCL LP Q3) | Midtjylland (UCL LP Q3)       |                             |                              |
|                                  |                                  |                                  |                               |                             |                              |
| Vòng play-off                    | Vòng play-off                    | Gent (CW)                        | Austria Wien (3rd)            | Heart of Midlothian (3rd)   | Dnipro-1 (Abd-3rd)[Note UKR] |
| Vòng play-off                    | Vòng play-off                    | Sivasspor (CW)                   | Silkeborg (3rd)               | Omonia (CW)                 | Apollon Limassol (UCL CH Q3) |
| Vòng play-off                    | Vòng play-off                    | Ludogorets Razgrad (UCL CH Q3)   | Ferencváros (UCL CH Q3)       | Žalgiris (UCL CH Q3)        | Pyunik (UCL CH Q3)           |
| Vòng play-off                    | Vòng play-off                    | Sheriff Tiraspol (UCL CH Q3)     |                               |                             |                              |
|                                  |                                  |                                  |                               |                             |                              |
| Vòng loại thứ ba                 | CH                               | Zürich (UCL CH Q2)               | Olympiacos (UCL CH Q2)        | Malmö FF (UCL CH Q2)        | Maribor (UCL CH Q2)          |
| Vòng loại thứ ba                 | CH                               | Slovan Bratislava (UCL CH Q2)    | F91 Dudelange (UCL CH Q2)     | Shamrock Rovers (UCL CH Q2) | Shkupi (UCL CH Q2)           |
| Vòng loại thứ ba                 | CH                               | Linfield (UCL CH Q2)             | HJK (UCL CH Q2)               |                             |                              |
| Vòng loại thứ ba                 | MP                               | Partizan (2nd)                   | Slovácko (CW)                 | Fenerbahçe (UCL LP Q2)      | AEK Larnaca (UCL LP Q2)      |

Ghi chú
1. ^ Nga (RUS): Vào ngày 28 tháng 2 năm 2022, các câu lạc bộ bóng đá và đội tuyển quốc gia Nga đã bị FIFA và UEFA đình chỉ thi đấu do cuộc tấn công của Nga vào Ukraina 2022.[7] Vào ngày 2 tháng 5 năm 2022, UEFA xác nhận rằng các câu lạc bộ Nga bị loại khỏi các giải đấu UEFA 2022–23.[8]
2. ^ Ukraina (UKR): Cúp bóng đá Ukraina 2021–22 bị hủy bỏ do cuộc tấn công của Nga vào Ukraina 2022. Suất dự dành cho đội vô địch cúp quốc gia được chuyển qua cho đội đứng thứ ba của giải vô địch quốc gia tại thời điểm hủy bỏ, SC Dnipro-1, được lựa chọn để thi đấu ở UEFA Europa League 2022–23 bởi Hiệp hội bóng đá Ukraina.

## Lịch thi đấu
Lịch thi đấu của giải đấu như sau. Các trận đấu được lên lịch vào Thứ Năm ngoại trừ trận chung kết diễn ra vào Thứ Tư, dù vậy các trận đấu có thể diễn ra vào Thứ Ba hoặc Thứ Tư do mâu thuẫn lịch thi đấu. Thời gian diễn ra trận đấu bắt đầu từ vòng bảng là 18:45 và 21:00 CEST/CET, dù vậy các trận đấu có thể diễn ra lúc 16:30 vì lý do địa lý.
Lễ bốc thăm cho vòng loại được tổ chức tại trụ sở UEFA ở Nyon, Thụy Sĩ. Lễ bốc thăm vòng bảng tổ chức ở Istanbul, Thổ Nhĩ Kỳ.
| Giai đoạn               | Vòng                             | Ngày bốc thăm       | Lượt đi                                               | Lượt về                                               |
| ----------------------- | -------------------------------- | ------------------- | ----------------------------------------------------- | ----------------------------------------------------- |
| Vòng loại               | Vòng loại thứ ba                 | 18 tháng 7 năm 2022 | 4 tháng 8 năm 2022                                    | 11 tháng 8 năm 2022                                   |
| Play-off                | Vòng play-off                    | 1 tháng 8 năm 2022  | 18 tháng 8 năm 2022                                   | 25 tháng 8 năm 2022                                   |
| Vòng bảng               | Lượt trận 1                      | 26 tháng 8 năm 2022 | 8 tháng 9 năm 2022                                    | 8 tháng 9 năm 2022                                    |
| Vòng bảng               | Lượt trận 2                      | 26 tháng 8 năm 2022 | 15 tháng 9 năm 2022                                   | 15 tháng 9 năm 2022                                   |
| Vòng bảng               | Lượt trận 3                      | 26 tháng 8 năm 2022 | 6 tháng 10 năm 2022                                   | 6 tháng 10 năm 2022                                   |
| Vòng bảng               | Lượt trận 4                      | 26 tháng 8 năm 2022 | 13 tháng 10 năm 2022                                  | 13 tháng 10 năm 2022                                  |
| Vòng bảng               | Lượt trận 5                      | 26 tháng 8 năm 2022 | 27 tháng 10 năm 2022                                  | 27 tháng 10 năm 2022                                  |
| Vòng bảng               | Lượt trận 6                      | 26 tháng 8 năm 2022 | 3 tháng 11 năm 2022                                   | 3 tháng 11 năm 2022                                   |
| Vòng đấu loại trực tiếp | Vòng play-off đấu loại trực tiếp | 7 tháng 11 năm 2022 | 16 tháng 2 năm 2023                                   | 23 tháng 2 năm 2023                                   |
| Vòng đấu loại trực tiếp | Vòng 16 đội                      | 24 tháng 2 năm 2023 | 9 tháng 3 năm 2023                                    | 16 tháng 3 năm 2023                                   |
| Vòng đấu loại trực tiếp | Tứ kết                           | 17 tháng 3 năm 2023 | 13 tháng 4 năm 2023                                   | 20 tháng 4 năm 2023                                   |
| Vòng đấu loại trực tiếp | Bán kết                          | 17 tháng 3 năm 2023 | 11 tháng 5 năm 2023                                   | 18 tháng 5 năm 2023                                   |
| Vòng đấu loại trực tiếp | Chung kết                        | 17 tháng 3 năm 2023 | 31 tháng 5 năm 2023 tại Sân vận động Puskás, Budapest | 31 tháng 5 năm 2023 tại Sân vận động Puskás, Budapest |

## Vòng loại thứ ba
Lễ bốc thăm cho vòng loại thứ ba được tổ chức vào ngày 18 tháng 7 năm 2022.
Các trận lượt đi được diễn ra vào ngày 4 tháng 8, các trận lượt về được diễn ra vào ngày 9 và 11 tháng 8 năm 2021.
Đội thắng của các cặp đấu đi tiếp vào vòng play-off. Đội thua được chuyển qua vòng play-off Europa Conference League thuộc nhóm tương ứng của họ.
| Đội 1           | TTS         | Đội 2             | Lượt đi | Lượt về      |
| --------------- | ----------- | ----------------- | ------- | ------------ |
| Malmö FF        | 5–2         | F91 Dudelange     | 3–0     | 2–2          |
| Shamrock Rovers | 5–2         | Shkupi            | 3–1     | 2–1          |
| Linfield        | 0–5         | Zürich            | 0–2     | 0–3          |
| Olympiacos      | 3–3 (4–3 p) | Slovan Bratislava | 1–1     | 2–2 (s.h.p.) |
| Maribor         | 0–3         | HJK               | 0–2     | 0–1          |

| Đội 1       | TTS | Đội 2    | Lượt đi | Lượt về |
| ----------- | --- | -------- | ------- | ------- |
| AEK Larnaca | 4–3 | Partizan | 2–1     | 2–2     |
| Fenerbahçe  | 4–1 | Slovácko | 3–0     | 1–1     |

## Vòng play-off
Lễ bốc thăm cho vòng play-off được tổ chức vào ngày 2 tháng 8 năm 2022.
Các trận lượt đi được diễn ra vào ngày 18 tháng 8, các trận lượt về được diễn ra vào ngày 25 tháng 8 năm 2022. 
Đội thắng của các cặp đấu đi tiếp vào vòng bảng. Đội thua được chuyển qua vòng bảng Europa Conference League.
| Đội 1              | TTS         | Đội 2               | Lượt đi | Lượt về      |
| ------------------ | ----------- | ------------------- | ------- | ------------ |
| Dnipro-1           | 1–5         | AEK Larnaca         | 1–2     | 0–3          |
| Gent               | 0–4         | Omonia              | 0–2     | 0–2          |
| Austria Wien       | 1–6         | Fenerbahçe          | 0–2     | 1–4          |
| Zürich             | 3–1         | Heart of Midlothian | 2–1     | 1–0          |
| HJK                | 2–1         | Silkeborg           | 1–0     | 1–1          |
| Malmö FF           | 5–1         | Sivasspor           | 3–1     | 2–0          |
| Ferencváros        | 4–1         | Shamrock Rovers     | 4–0     | 0–1          |
| Apollon Limassol   | 2–2 (1–3 p) | Olympiacos          | 1–1     | 1–1 (s.h.p.) |
| Pyunik             | 0–0 (2–3 p) | Sheriff Tiraspol    | 0–0     | 0–0 (s.h.p.) |
| Ludogorets Razgrad | 4–3         | Žalgiris            | 1–0     | 3–3 (s.h.p.) |

## Vòng bảng
Lễ bốc thăm cho vòng bảng được tổ chức vào ngày 26 tháng 8 năm 2022. 32 đội được bốc thăm vào tám bảng gồm 4 đội. 32 đội được bốc thăm vào tám bảng gồm 4 đội. Đối với lễ bốc thăm, các đội được xếp hạt giống vào bốn nhóm, mỗi nhóm gồm 8 đội, dựa trên hệ số câu lạc bộ UEFA năm 2022. Các đội từ cùng hiệp hội không thể được bốc thăm vào cùng bảng.
Bodø/Glimt, Nantes, Union Berlin và Union Saint-Gilloise có lần đầu tiên xuất hiện ở vòng bảng Europa League. Union Saint-Gilloise có lần đầu tiên xuất hiện ở vòng bảng một giải đấu UEFA.
Tổng cộng có 23 hiệp hội quốc gia được đại diện ở vòng bảng.

### Bảng A
| VT | Đội           | ST | T | H | B | BT | BB | HS  | Đ  | Giành quyền tham dự                          |  | ARS | PSV | BOD | ZUR |
| -- | ------------- | -- | - | - | - | -- | -- | --- | -- | -------------------------------------------- |  | --- | --- | --- | --- |
| 1  | Arsenal       | 6  | 5 | 0 | 1 | 8  | 3  | +5  | 15 | Đi tiếp vào vòng 16 đội                      |  | —   | 1–0 | 3–0 | 1–0 |
| 2  | PSV Eindhoven | 6  | 4 | 1 | 1 | 15 | 4  | +11 | 13 | Đi tiếp vào vòng play-off đấu loại trực tiếp |  | 2–0 | —   | 1–1 | 5–0 |
| 3  | Bodø/Glimt    | 6  | 1 | 1 | 4 | 5  | 10 | −5  | 4  | Chuyển qua Europa Conference League          |  | 0–1 | 1–2 | —   | 2–1 |
| 4  | Zürich        | 6  | 1 | 0 | 5 | 5  | 16 | −11 | 3  |                                              |  | 1–2 | 1–5 | 2–1 | —   |

### Bảng B
| VT | Đội         | ST | T | H | B | BT | BB | HS | Đ  | Giành quyền tham dự                          |  | FEN | REN | AEK | DKV |
| -- | ----------- | -- | - | - | - | -- | -- | -- | -- | -------------------------------------------- |  | --- | --- | --- | --- |
| 1  | Fenerbahçe  | 6  | 4 | 2 | 0 | 13 | 7  | +6 | 14 | Đi tiếp vào vòng 16 đội                      |  | —   | 3–3 | 2–0 | 2–1 |
| 2  | Rennes      | 6  | 3 | 3 | 0 | 11 | 8  | +3 | 12 | Đi tiếp vào vòng play-off đấu loại trực tiếp |  | 2–2 | —   | 1–1 | 2–1 |
| 3  | AEK Larnaca | 6  | 1 | 2 | 3 | 7  | 10 | −3 | 5  | Chuyển qua Europa Conference League          |  | 1–2 | 1–2 | —   | 3–3 |
| 4  | Dynamo Kyiv | 6  | 0 | 1 | 5 | 5  | 11 | −6 | 1  |                                              |  | 0–2 | 0–1 | 0–1 | —   |

### Bảng C
| VT | Đội                | ST | T | H | B | BT | BB | HS  | Đ  | Giành quyền tham dự                          |  | BET | ROM | LUD | HJK |
| -- | ------------------ | -- | - | - | - | -- | -- | --- | -- | -------------------------------------------- |  | --- | --- | --- | --- |
| 1  | Real Betis         | 6  | 5 | 1 | 0 | 12 | 4  | +8  | 16 | Đi tiếp vào vòng 16 đội                      |  | —   | 1–1 | 3–2 | 3–0 |
| 2  | Roma               | 6  | 3 | 1 | 2 | 11 | 7  | +4  | 10 | Đi tiếp vào vòng play-off đấu loại trực tiếp |  | 1–2 | —   | 3–1 | 3–0 |
| 3  | Ludogorets Razgrad | 6  | 2 | 1 | 3 | 8  | 9  | −1  | 7  | Chuyển qua Europa Conference League          |  | 0–1 | 2–1 | —   | 2–0 |
| 4  | HJK                | 6  | 0 | 1 | 5 | 2  | 13 | −11 | 1  |                                              |  | 0–2 | 1–2 | 1–1 | —   |

### Bảng D
| VT | Đội                  | ST | T | H | B | BT | BB | HS | Đ  | Giành quyền tham dự                          |  | USG | UBE | BRA | MAL |
| -- | -------------------- | -- | - | - | - | -- | -- | -- | -- | -------------------------------------------- |  | --- | --- | --- | --- |
| 1  | Union Saint-Gilloise | 6  | 4 | 1 | 1 | 11 | 7  | +4 | 13 | Đi tiếp vào vòng 16 đội                      |  | —   | 0–1 | 3–3 | 3–2 |
| 2  | Union Berlin         | 6  | 4 | 0 | 2 | 4  | 2  | +2 | 12 | Đi tiếp vào vòng play-off đấu loại trực tiếp |  | 0–1 | —   | 1–0 | 1–0 |
| 3  | Braga                | 6  | 3 | 1 | 2 | 9  | 7  | +2 | 10 | Chuyển qua Europa Conference League          |  | 1–2 | 1–0 | —   | 2–1 |
| 4  | Malmö FF             | 6  | 0 | 0 | 6 | 3  | 11 | −8 | 0  |                                              |  | 0−2 | 0–1 | 0–2 | —   |

### Bảng E
| VT | Đội               | ST | T | H | B | BT | BB | HS | Đ  | Giành quyền tham dự                          |  | RSO | MUN | SHE | OMO |
| -- | ----------------- | -- | - | - | - | -- | -- | -- | -- | -------------------------------------------- |  | --- | --- | --- | --- |
| 1  | Real Sociedad     | 6  | 5 | 0 | 1 | 10 | 2  | +8 | 15 | Đi tiếp vào vòng 16 đội                      |  | —   | 0–1 | 3–0 | 2–1 |
| 2  | Manchester United | 6  | 5 | 0 | 1 | 10 | 3  | +7 | 15 | Đi tiếp vào vòng play-off đấu loại trực tiếp |  | 0–1 | —   | 3–0 | 1–0 |
| 3  | Sheriff Tiraspol  | 6  | 2 | 0 | 4 | 4  | 10 | −6 | 6  | Chuyển qua Europa Conference League          |  | 0–2 | 0–2 | —   | 1–0 |
| 4  | Omonia            | 6  | 0 | 0 | 6 | 3  | 12 | −9 | 0  |                                              |  | 0–2 | 2–3 | 0–3 | —   |

1. 1 2  Bằng kết quả đối đầu. Hiệu số bàn thắng thua tổng thể được sử dụng làm tiêu chí xếp hạng.

### Bảng F
| VT | Đội         | ST | T | H | B | BT | BB | HS | Đ | Giành quyền tham dự                          |  | FEY | MID | LAZ | STU |
| -- | ----------- | -- | - | - | - | -- | -- | -- | - | -------------------------------------------- |  | --- | --- | --- | --- |
| 1  | Feyenoord   | 6  | 2 | 2 | 2 | 13 | 9  | +4 | 8 | Đi tiếp vào vòng 16 đội                      |  | —   | 2–2 | 1–0 | 6–0 |
| 2  | Midtjylland | 6  | 2 | 2 | 2 | 12 | 8  | +4 | 8 | Đi tiếp vào vòng play-off đấu loại trực tiếp |  | 2–2 | —   | 5–1 | 2–0 |
| 3  | Lazio       | 6  | 2 | 2 | 2 | 9  | 11 | −2 | 8 | Chuyển qua Europa Conference League          |  | 4–2 | 2–1 | —   | 2–2 |
| 4  | Sturm Graz  | 6  | 2 | 2 | 2 | 4  | 10 | −6 | 8 |                                              |  | 1–0 | 1–0 | 0–0 | —   |

1. 1 2 3 4  Bằng kết quả đối đầu. Hiệu số bàn thắng thua tổng thể được sử dụng làm tiêu chí xếp hạng. Giữa Feyenoord và Midtjylland, số bàn thắng ghi được tổng thể được sử dụng làm tiêu chí xếp hạng.

### Bảng G
| VT | Đội         | ST | T | H | B | BT | BB | HS  | Đ  | Giành quyền tham dự                          |  | FRE | NAN | QRB | OLY |
| -- | ----------- | -- | - | - | - | -- | -- | --- | -- | -------------------------------------------- |  | --- | --- | --- | --- |
| 1  | SC Freiburg | 6  | 4 | 2 | 0 | 13 | 3  | +10 | 14 | Đi tiếp vào vòng 16 đội                      |  | —   | 2–0 | 2–1 | 1–1 |
| 2  | Nantes      | 6  | 3 | 0 | 3 | 6  | 11 | −5  | 9  | Đi tiếp vào vòng play-off đấu loại trực tiếp |  | 0–4 | —   | 2–1 | 2–1 |
| 3  | Qarabağ     | 6  | 2 | 2 | 2 | 9  | 5  | +4  | 8  | Chuyển qua Europa Conference League          |  | 1–1 | 3–0 | —   | 0–0 |
| 4  | Olympiacos  | 6  | 0 | 2 | 4 | 2  | 11 | −9  | 2  |                                              |  | 0–3 | 0–2 | 0–3 | —   |

### Bảng H
| VT | Đội               | ST | T | H | B | BT | BB | HS | Đ  | Giành quyền tham dự                          |  | FER | MON | TRA | ZVE |
| -- | ----------------- | -- | - | - | - | -- | -- | -- | -- | -------------------------------------------- |  | --- | --- | --- | --- |
| 1  | Ferencváros       | 6  | 3 | 1 | 2 | 8  | 9  | −1 | 10 | Đi tiếp vào vòng 16 đội                      |  | —   | 1–1 | 3–2 | 2–1 |
| 2  | Monaco            | 6  | 3 | 1 | 2 | 9  | 8  | +1 | 10 | Đi tiếp vào vòng play-off đấu loại trực tiếp |  | 0–1 | —   | 3–1 | 4–1 |
| 3  | Trabzonspor       | 6  | 3 | 0 | 3 | 11 | 9  | +2 | 9  | Chuyển qua Europa Conference League          |  | 1–0 | 4–0 | —   | 2–1 |
| 4  | Red Star Belgrade | 6  | 2 | 0 | 4 | 9  | 11 | −2 | 6  |                                              |  | 4–1 | 0–1 | 2–1 | —   |

1. 1 2  Điểm đối đầu: Ferencváros 4, Monaco 1.

## Vòng đấu loại trực tiếp
Ở vòng đấu loại trực tiếp, các đội đối đầu với nhau qua hai lượt trận trên sân nhà và sân khách, ngoại trừ trận chung kết một trận.
Cơ chế của lễ bốc thăm cho mỗi vòng như sau:
- Ở lễ bốc thăm cho vòng play-off đấu loại trực tiếp, tám đội nhì bảng được xếp vào nhóm hạt giống và tám đội đứng thứ ba vòng bảng Champions League được xếp vào nhóm không hạt giống. Các đội hạt giống được bốc thăm để đấu với các đội không hạt giống với các đội hạt giống tổ chức trận lượt về. Các đội từ cùng hiệp hội không thể được bốc thăm để đấu với nhau.
- Ở lễ bốc thăm cho vòng 16 đội, tám đội nhất bảng được xếp vào nhóm hạt giống và tám đội thắng của vòng play-off đấu loại trực tiếp được xếp vào nhóm không hạt giống. Một lần nữa, các đội hạt giống được bốc thăm để đấu với các đội không hạt giống với các đội hạt giống tổ chức trận lượt về. Các đội từ cùng hiệp hội không thể được bốc thăm để đấu với nhau.
- Ở lễ bốc thăm cho vòng tứ kết và bán kết, không có đội hạt giống nào và các đội từ cùng hiệp hội có thể được bốc thăm để đấu với nhau. Do lễ bốc thăm cho vòng tứ kết và bán kết được tổ chức cùng nhau trước khi vòng tứ kết được diễn ra, danh tính của các đội thắng tứ kết không được biết tại thời điểm bốc thăm bán kết. Một lượt bốc thăm cũng được tổ chức để xác định đội thắng bán kết nào được chỉ định là đội "nhà" cho trận chung kết (vì mục đích hành chính do trận đấu được diễn ra tại một địa điểm trung lập).

### Nhánh đấu
|  |                                  |                                  |                                  |                                  |                                  |  |  |                      |                      |                      |                      |             |   |                       |                   |                   |          |          |             |             |       |         |         |         |         |         |  |  |           |           |           |
|  | Vòng play-off đấu loại trực tiếp | Vòng play-off đấu loại trực tiếp | Vòng play-off đấu loại trực tiếp | Vòng play-off đấu loại trực tiếp | Vòng play-off đấu loại trực tiếp |  |  | Vòng 16 đội          | Vòng 16 đội          | Vòng 16 đội          | Vòng 16 đội          | Vòng 16 đội |   |                       | Tứ kết            | Tứ kết            | Tứ kết   | Tứ kết   | Tứ kết      |             |       | Bán kết | Bán kết | Bán kết | Bán kết | Bán kết |  |  | Chung kết | Chung kết | Chung kết |
|  | Vòng play-off đấu loại trực tiếp | Vòng play-off đấu loại trực tiếp | Vòng play-off đấu loại trực tiếp | Vòng play-off đấu loại trực tiếp | Vòng play-off đấu loại trực tiếp |  |  | Vòng 16 đội          | Vòng 16 đội          | Vòng 16 đội          | Vòng 16 đội          | Vòng 16 đội |   |                       | Tứ kết            | Tứ kết            | Tứ kết   | Tứ kết   | Tứ kết      |             |       | Bán kết | Bán kết | Bán kết | Bán kết | Bán kết |  |  | Chung kết | Chung kết | Chung kết |
|  |                                  |                                  |                                  |                                  |                                  |  |  |                      |                      |                      |                      |             |   |                       |                   |                   |          |          |             |             |       |         |         |         |         |         |  |  |           |           |           |
|  |                                  |                                  |                                  |                                  |                                  |  |  |                      |                      |                      |                      |             |   |                       |                   |                   |          |          |             |             |       |         |         |         |         |         |  |  |           |           |           |
|  |                                  |                                  |                                  |                                  |                                  |  |  | Juventus             | Juventus             | 1                    | 2                    | 3           |   |                       |                   |                   |          |          |             |             |       |         |         |         |         |         |  |  |           |           |           |
|  |                                  |                                  |                                  |                                  |                                  |  |  |                      |                      | 1                    | 2                    | 3           |   |                       |                   |                   |          |          |             |             |       |         |         |         |         |         |  |  |           |           |           |
|  | Juventus                         | Juventus                         | 1                                | 3                                | 4                                |  |  | SC Freiburg          | SC Freiburg          | 0                    | 0                    | 0           |   |                       |                   |                   |          |          |             |             |       |         |         |         |         |         |  |  |           |           |           |
|  | Juventus                         | Juventus                         | 1                                | 3                                | 4                                |  |  | SC Freiburg          | SC Freiburg          | 0                    | 0                    | 0           |   |                       | Juventus          | Juventus          | 1        | 1        | 2           |             |       |         |         |         |         |         |  |  |           |           |           |
|  | Nantes                           | Nantes                           | 1                                | 0                                | 1                                |  |  |                      |                      |                      |                      |             |   |                       | Juventus          | Juventus          | 1        | 1        | 2           |             |       |         |         |         |         |         |  |  |           |           |           |
|  | Nantes                           | Nantes                           | 1                                | 0                                | 1                                |  |  |                      |                      | Sporting CP          | Sporting CP          | 0           | 1 | 1                     |                   |                   |          |          |             |             |       |         |         |         |         |         |  |  |           |           |           |
|  |                                  |                                  |                                  |                                  |                                  |  |  | Sporting CP (p)      | Sporting CP (p)      | Sporting CP          | Sporting CP          | 0           | 1 | 1                     | 2                 | 1                 | 3 (5)    |          |             |             |       |         |         |         |         |         |  |  |           |           |           |
|  |                                  |                                  |                                  |                                  |                                  |  |  |                      |                      |                      |                      |             |   |                       |                   |                   | 3 (5)    |          |             |             |       |         |         |         |         |         |  |  |           |           |           |
|  | Sporting CP                      | Sporting CP                      | 1                                | 4                                | 5                                |  |  | Arsenal              | Arsenal              | 2                    | 1                    | 3 (3)       |   |                       |                   |                   |          |          |             |             |       |         |         |         |         |         |  |  |           |           |           |
|  | Sporting CP                      | Sporting CP                      | 1                                | 4                                | 5                                |  |  | Arsenal              | Arsenal              | 2                    | 1                    | 3 (3)       |   |                       |                   |                   | Juventus | Juventus | 1           | 1           | 2     |         |         |         |         |         |  |  |           |           |           |
|  | Midtjylland                      | Midtjylland                      | 1                                | 0                                | 1                                |  |  |                      |                      |                      |                      |             |   |                       |                   |                   |          |          |             | 1           | 2     |         |         |         |         |         |  |  |           |           |           |
|  | Midtjylland                      | Midtjylland                      | 1                                | 0                                | 1                                |  |  |                      |                      | Sevilla (s.h.p.)     | Sevilla (s.h.p.)     | 1           | 2 | 3                     |                   |                   |          |          |             |             |       |         |         |         |         |         |  |  |           |           |           |
|  |                                  |                                  |                                  |                                  |                                  |  |  | Manchester United    | Manchester United    | Sevilla (s.h.p.)     | Sevilla (s.h.p.)     | 1           | 2 | 3                     | 4                 | 1                 | 5        |          |             |             |       |         |         |         |         |         |  |  |           |           |           |
|  |                                  |                                  |                                  |                                  |                                  |  |  |                      |                      |                      |                      |             |   |                       |                   |                   | 5        |          |             |             |       |         |         |         |         |         |  |  |           |           |           |
|  | Barcelona                        | Barcelona                        | 2                                | 1                                | 3                                |  |  | Real Betis           | Real Betis           | 1                    | 0                    | 1           |   |                       |                   |                   |          |          |             |             |       |         |         |         |         |         |  |  |           |           |           |
|  | Barcelona                        | Barcelona                        | 2                                | 1                                | 3                                |  |  | Real Betis           | Real Betis           | 1                    | 0                    | 1           |   |                       | Manchester United | Manchester United | 2        | 0        | 2           |             |       |         |         |         |         |         |  |  |           |           |           |
|  | Manchester United                | Manchester United                | 2                                | 2                                | 4                                |  |  |                      |                      |                      |                      |             |   |                       | Manchester United | Manchester United | 2        | 0        | 2           |             |       |         |         |         |         |         |  |  |           |           |           |
|  | Manchester United                | Manchester United                | 2                                | 2                                | 4                                |  |  |                      |                      | Sevilla              | Sevilla              | 2           | 3 | 5                     |                   |                   |          |          |             |             |       |         |         |         |         |         |  |  |           |           |           |
|  |                                  |                                  |                                  |                                  |                                  |  |  | Sevilla              | Sevilla              | Sevilla              | Sevilla              | 2           | 3 | 5                     | 2                 | 0                 | 2        |          |             |             |       |         |         |         |         |         |  |  |           |           |           |
|  |                                  |                                  |                                  |                                  |                                  |  |  | Sevilla              | Sevilla              |                      |                      |             |   | 31 tháng 5 – Budapest | 2                 | 0                 | 2        |          |             |             |       |         |         |         |         |         |  |  |           |           |           |
|  | Sevilla                          | Sevilla                          | 3                                | 0                                | 3                                |  |  | Fenerbahçe           | Fenerbahçe           | 0                    | 1                    | 1           |   |                       |                   |                   |          |          |             |             |       |         |         |         |         |         |  |  |           |           |           |
|  | Sevilla                          | Sevilla                          | 3                                | 0                                | 3                                |  |  | Fenerbahçe           | Fenerbahçe           | 0                    | 1                    | 1           |   |                       |                   |                   |          |          | Sevilla (p) | Sevilla (p) | 1 (4) |         |         |         |         |         |  |  |           |           |           |
|  | PSV Eindhoven                    | PSV Eindhoven                    | 0                                | 2                                | 2                                |  |  |                      |                      |                      |                      |             |   |                       |                   |                   |          |          |             |             |       |         |         |         |         |         |  |  |           |           |           |
|  | PSV Eindhoven                    | PSV Eindhoven                    | 0                                | 2                                | 2                                |  |  |                      |                      | Roma                 | Roma                 | 1 (1)       |   |                       |                   |                   |          |          |             |             |       |         |         |         |         |         |  |  |           |           |           |
|  |                                  |                                  |                                  |                                  |                                  |  |  | Shakhtar Donetsk     | Shakhtar Donetsk     | Roma                 | Roma                 | 1 (1)       | 1 | 1                     | 2                 |                   |          |          |             |             |       |         |         |         |         |         |  |  |           |           |           |
|  |                                  |                                  |                                  |                                  |                                  |  |  |                      |                      |                      |                      |             | 1 | 1                     | 2                 |                   |          |          |             |             |       |         |         |         |         |         |  |  |           |           |           |
|  | Shakhtar Donetsk (p)             | Shakhtar Donetsk (p)             | 2                                | 1                                | 3 (5)                            |  |  | Feyenoord            | Feyenoord            | 1                    | 7                    | 8           |   |                       |                   |                   |          |          |             |             |       |         |         |         |         |         |  |  |           |           |           |
|  | Shakhtar Donetsk (p)             | Shakhtar Donetsk (p)             | 2                                | 1                                | 3 (5)                            |  |  | Feyenoord            | Feyenoord            | 1                    | 7                    | 8           |   |                       | Feyenoord         | Feyenoord         | 1        | 1        | 2           |             |       |         |         |         |         |         |  |  |           |           |           |
|  | Rennes                           | Rennes                           | 1                                | 2                                | 3 (4)                            |  |  |                      |                      |                      |                      |             |   |                       | Feyenoord         | Feyenoord         | 1        | 1        | 2           |             |       |         |         |         |         |         |  |  |           |           |           |
|  | Rennes                           | Rennes                           | 1                                | 2                                | 3 (4)                            |  |  |                      |                      | Roma (s.h.p.)        | Roma (s.h.p.)        | 0           | 4 | 4                     |                   |                   |          |          |             |             |       |         |         |         |         |         |  |  |           |           |           |
|  |                                  |                                  |                                  |                                  |                                  |  |  | Roma                 | Roma                 | Roma (s.h.p.)        | Roma (s.h.p.)        | 0           | 4 | 4                     | 2                 | 0                 | 2        |          |             |             |       |         |         |         |         |         |  |  |           |           |           |
|  |                                  |                                  |                                  |                                  |                                  |  |  |                      |                      |                      |                      |             |   |                       |                   |                   | 2        |          |             |             |       |         |         |         |         |         |  |  |           |           |           |
|  | Red Bull Salzburg                | Red Bull Salzburg                | 1                                | 0                                | 1                                |  |  | Real Sociedad        | Real Sociedad        | 0                    | 0                    | 0           |   |                       |                   |                   |          |          |             |             |       |         |         |         |         |         |  |  |           |           |           |
|  | Red Bull Salzburg                | Red Bull Salzburg                | 1                                | 0                                | 1                                |  |  | Real Sociedad        | Real Sociedad        | 0                    | 0                    | 0           |   |                       |                   |                   | Roma     | Roma     | 1           | 0           | 1     |         |         |         |         |         |  |  |           |           |           |
|  | Roma                             | Roma                             | 0                                | 2                                | 2                                |  |  |                      |                      |                      |                      |             |   |                       |                   |                   |          |          |             | 0           | 1     |         |         |         |         |         |  |  |           |           |           |
|  | Roma                             | Roma                             | 0                                | 2                                | 2                                |  |  |                      |                      | Bayer Leverkusen     | Bayer Leverkusen     | 0           | 0 | 0                     |                   |                   |          |          |             |             |       |         |         |         |         |         |  |  |           |           |           |
|  |                                  |                                  |                                  |                                  |                                  |  |  | Bayer Leverkusen     | Bayer Leverkusen     | Bayer Leverkusen     | Bayer Leverkusen     | 0           | 0 | 0                     | 2                 | 2                 | 4        |          |             |             |       |         |         |         |         |         |  |  |           |           |           |
|  |                                  |                                  |                                  |                                  |                                  |  |  |                      |                      |                      |                      |             |   |                       |                   |                   | 4        |          |             |             |       |         |         |         |         |         |  |  |           |           |           |
|  | Bayer Leverkusen (p)             | Bayer Leverkusen (p)             | 2                                | 3                                | 5 (5)                            |  |  | Ferencváros          | Ferencváros          | 0                    | 0                    | 0           |   |                       |                   |                   |          |          |             |             |       |         |         |         |         |         |  |  |           |           |           |
|  | Bayer Leverkusen (p)             | Bayer Leverkusen (p)             | 2                                | 3                                | 5 (5)                            |  |  | Ferencváros          | Ferencváros          | 0                    | 0                    | 0           |   |                       | Bayer Leverkusen  | Bayer Leverkusen  | 1        | 4        | 5           |             |       |         |         |         |         |         |  |  |           |           |           |
|  | Monaco                           | Monaco                           | 3                                | 2                                | 5 (3)                            |  |  |                      |                      |                      |                      |             |   |                       | Bayer Leverkusen  | Bayer Leverkusen  | 1        | 4        | 5           |             |       |         |         |         |         |         |  |  |           |           |           |
|  | Monaco                           | Monaco                           | 3                                | 2                                | 5 (3)                            |  |  |                      |                      | Union Saint-Gilloise | Union Saint-Gilloise | 1           | 1 | 2                     |                   |                   |          |          |             |             |       |         |         |         |         |         |  |  |           |           |           |
|  |                                  |                                  |                                  |                                  |                                  |  |  | Union Berlin         | Union Berlin         | Union Saint-Gilloise | Union Saint-Gilloise | 1           | 1 | 2                     | 3                 | 0                 | 3        |          |             |             |       |         |         |         |         |         |  |  |           |           |           |
|  |                                  |                                  |                                  |                                  |                                  |  |  |                      |                      |                      |                      |             |   |                       | 3                 | 0                 | 3        |          |             |             |       |         |         |         |         |         |  |  |           |           |           |
|  | Ajax                             | Ajax                             | 0                                | 1                                | 1                                |  |  | Union Saint-Gilloise | Union Saint-Gilloise | 3                    | 3                    | 6           |   |                       |                   |                   |          |          |             |             |       |         |         |         |         |         |  |  |           |           |           |
|  | Ajax                             | Ajax                             | 0                                | 1                                | 1                                |  |  | Union Saint-Gilloise | Union Saint-Gilloise | 3                    | 3                    | 6           |   |                       |                   |                   |          |          |             |             |       |         |         |         |         |         |  |  |           |           |           |
|  | Union Berlin                     | Union Berlin                     | 0                                | 3                                | 3                                |  |  |                      |                      |                      |                      |             |   |                       |                   |                   |          |          |             |             |       |         |         |         |         |         |  |  |           |           |           |
|  | Union Berlin                     | Union Berlin                     | 0                                | 3                                | 3                                |  |  |                      |                      |                      |                      |             |   |                       |                   |                   |          |          |             |             |       |         |         |         |         |         |  |  |           |           |           |

### Vòng play-off đấu loại trực tiếp
Lễ bốc thăm cho vòng play-off đấu loại trực tiếp được tổ chức vào ngày 7 tháng 11 năm 2022, lúc 13:00 CET.
Các trận lượt đi được diễn ra vào ngày 16 tháng 2, các trận lượt về được diễn ra vào ngày 23 tháng 2 năm 2023.
| Đội 1             | TTS         | Đội 2             | Lượt đi | Lượt về      |
| ----------------- | ----------- | ----------------- | ------- | ------------ |
| Barcelona         | 3–4         | Manchester United | 2–2     | 1–2          |
| Juventus          | 4–1         | Nantes            | 1–1     | 3–0          |
| Sporting CP       | 5–1         | Midtjylland       | 1–1     | 4–0          |
| Shakhtar Donetsk  | 3–3 (5–4 p) | Rennes            | 2–1     | 1–2 (s.h.p.) |
| Ajax              | 1–3         | Union Berlin      | 0–0     | 1–3          |
| Bayer Leverkusen  | 5–5 (5–3 p) | Monaco            | 2–3     | 3–2 (s.h.p.) |
| Sevilla           | 3–2         | PSV Eindhoven     | 3–0     | 0–2          |
| Red Bull Salzburg | 1–2         | Roma              | 1–0     | 0–2          |

### Vòng 16 đội
Lễ bốc thăm cho vòng 16 đội được tổ chức vào ngày 24 tháng 2 năm 2023, lúc 12:00 CET.
Các trận lượt đi được diễn ra vào ngày 9 tháng 3, các trận lượt về được diễn ra vào ngày 16 tháng 3 năm 2023.
| Đội 1             | TTS         | Đội 2                | Lượt đi | Lượt về      |
| ----------------- | ----------- | -------------------- | ------- | ------------ |
| Union Berlin      | 3–6         | Union Saint-Gilloise | 3–3     | 0–3          |
| Sevilla           | 2–1         | Fenerbahçe           | 2–0     | 0–1          |
| Juventus          | 3–0         | SC Freiburg          | 1–0     | 2–0          |
| Bayer Leverkusen  | 4–0         | Ferencváros          | 2–0     | 2–0          |
| Sporting CP       | 3–3 (5–3 p) | Arsenal              | 2–2     | 1–1 (s.h.p.) |
| Manchester United | 5–1         | Real Betis           | 4–1     | 1–0          |
| Roma              | 2–0         | Real Sociedad        | 2–0     | 0–0          |
| Shakhtar Donetsk  | 2–8         | Feyenoord            | 1–1     | 1–7          |

### Tứ kết
Lễ bốc thăm cho vòng tứ kết được tổ chức vào ngày 17 tháng 3 năm 2023, lúc 13:00 CET.
Các trận lượt đi được diễn ra vào ngày 13 tháng 4, các trận lượt về được diễn ra vào ngày 20 tháng 4 năm 2023.
| Đội 1             | TTS | Đội 2                | Lượt đi | Lượt về      |
| ----------------- | --- | -------------------- | ------- | ------------ |
| Manchester United | 2–5 | Sevilla              | 2–2     | 0–3          |
| Juventus          | 2–1 | Sporting CP          | 1–0     | 1–1          |
| Bayer Leverkusen  | 5–2 | Union Saint-Gilloise | 1–1     | 4–1          |
| Feyenoord         | 2–4 | Roma                 | 1–0     | 1–4 (s.h.p.) |

### Bán kết
Lễ bốc thăm cho vòng bán kết được tổ chức vào ngày 17 tháng 3 năm 2023, lúc 13:00 CET, sau khi bốc thăm tứ kết.
Các trận lượt đi được diễn ra vào ngày 11 tháng 5, các trận lượt về được diễn ra vào ngày 18 tháng 5 năm 2023.
| Đội 1    | TTS | Đội 2            | Lượt đi | Lượt về      |
| -------- | --- | ---------------- | ------- | ------------ |
| Juventus | 2–3 | Sevilla          | 1–1     | 1–2 (s.h.p.) |
| Roma     | 1–0 | Bayer Leverkusen | 1–0     | 0–0          |

### Chung kết
Trận chung kết được diễn ra vào ngày 31 tháng 5 năm 2023 tại Sân vận động Puskás ở Budapest. Một lượt bốc thăm được tổ chức vào ngày 17 tháng 3 năm 2023, sau khi bốc thăm tứ kết và bán kết để xác định đội "nhà" vì mục đích hành chính.
| Sevilla                                | 1–1 (s.h.p.) | Roma                           |
| -------------------------------------- | ------------ | ------------------------------ |
| - Mancini 55' (l.n.)                   | Chi tiết     | - Dybala 35'                   |
| Loạt sút luân lưu                      |              |                                |
| - Ocampos - Lamela - Rakitić - Montiel | 4–1          | - Cristante - Mancini - Ibañez |

## Thống kê
Thống kê không tính đến vòng loại và vòng play-off.

### Các cầu thủ ghi bàn hàng đầu
| Hạng | Cầu thủ            | Đội                  | Số bàn thắng | Số phút đã chơi |
| ---- | ------------------ | -------------------- | ------------ | --------------- |
| 1    | Marcus Rashford    | Manchester United    | 6            | 560             |
| 1    | Victor Boniface    | Union Saint-Gilloise | 6            | 777             |
| 3    | Santiago Giménez   | Feyenoord            | 5            | 432             |
| 3    | Paulo Dybala       | Roma                 | 5            | 668             |
| 5    | Vitinha            | Braga                | 4            | 406             |
| 5    | Wissam Ben Yedder  | Monaco               | 4            | 528             |
| 5    | Ángel Di María     | Juventus             | 4            | 554             |
| 5    | Youssef En-Nesyri  | Sevilla              | 4            | 720             |
| 5    | Robin Knoche       | Union Berlin         | 4            | 892             |
| 5    | Lorenzo Pellegrini | Roma                 | 4            | 1167            |

### Kiến tạo hàng đầu
| Hạng | Cầu thủ             | Đội                  | Số pha kiến tạo | Số phút đã chơi |
| ---- | ------------------- | -------------------- | --------------- | --------------- |
| 1    | Evander             | Midtjylland          | 5               | 514             |
| 2    | Tasos Bakasetas     | Trabzonspor          | 4               | 463             |
| 2    | Loïc Lapoussin      | Union Saint-Gilloise | 4               | 740             |
| 2    | Bruno Fernandes     | Manchester United    | 4               | 866             |
| 2    | Tammy Abraham       | Roma                 | 4               | 868             |
| 2    | Lorenzo Pellegrini  | Roma                 | 4               | 1167            |
| 7    | Diego Rossi         | Fenerbahçe           | 3               | 278             |
| 7    | Cody Gakpo          | PSV Eindhoven        | 3               | 370             |
| 7    | Oussama Idrissi     | Feyenoord            | 3               | 404             |
| 7    | Simon Adingra       | Union Saint-Gilloise | 3               | 410             |
| 7    | Amine Gouiri        | Rennes               | 3               | 453             |
| 7    | Juan Miranda        | Real Betis           | 3               | 540             |
| 7    | Ludovic Blas        | Nantes               | 3               | 675             |
| 7    | Sebastian Szymański | Feyenoord            | 3               | 680             |
| 7    | Jesús Navas         | Sevilla              | 3               | 690             |
| 7    | Teddy Teuma         | Union Saint-Gilloise | 3               | 776             |

### Đội hình tiêu biểu của mùa giải
Nhóm nghiên cứu chiến thuật của UEFA lựa chọn các cầu thủ sau đây vào đội hình tiêu biểu của giải đấu.
| VT | Cầu thủ            | Câu lạc bộ           |
| -- | ------------------ | -------------------- |
| TM | Yassine Bounou     | Sevilla              |
| HV | Marcos Acuña       | Sevilla              |
| HV | Chris Smalling     | Roma                 |
| HV | Jonathan Tah       | Bayer Leverkusen     |
| HV | Jesús Navas        | Sevilla              |
| TV | Lorenzo Pellegrini | Roma                 |
| TV | Nemanja Matić      | Roma                 |
| TV | Ivan Rakitić       | Sevilla              |
| TĐ | Marcus Rashford    | Manchester United    |
| TĐ | Victor Boniface    | Union Saint-Gilloise |
| TĐ | Paulo Dybala       | Roma                 |

### Cầu thủ xuất sắc nhất mùa giải
- Jesús Navas ( Sevilla)[20]

### Cầu thủ trẻ xuất sắc nhất mùa giải
- Florian Wirtz ( Bayer Leverkusen)[21]